# Erik Asklund
Lars Erik Josef Asklund, ursprungligen Larsson, född 20 juni 1908 i Maria Magdalena församling, Stockholm, död 6 november 1980 i Högalids församling, Stockholm, var en svensk författare. Han är känd för sina skildringar av det tidiga 1900-talets Stockholm, och räknas till arbetarförfattarna. 

## Biografi och författarskap

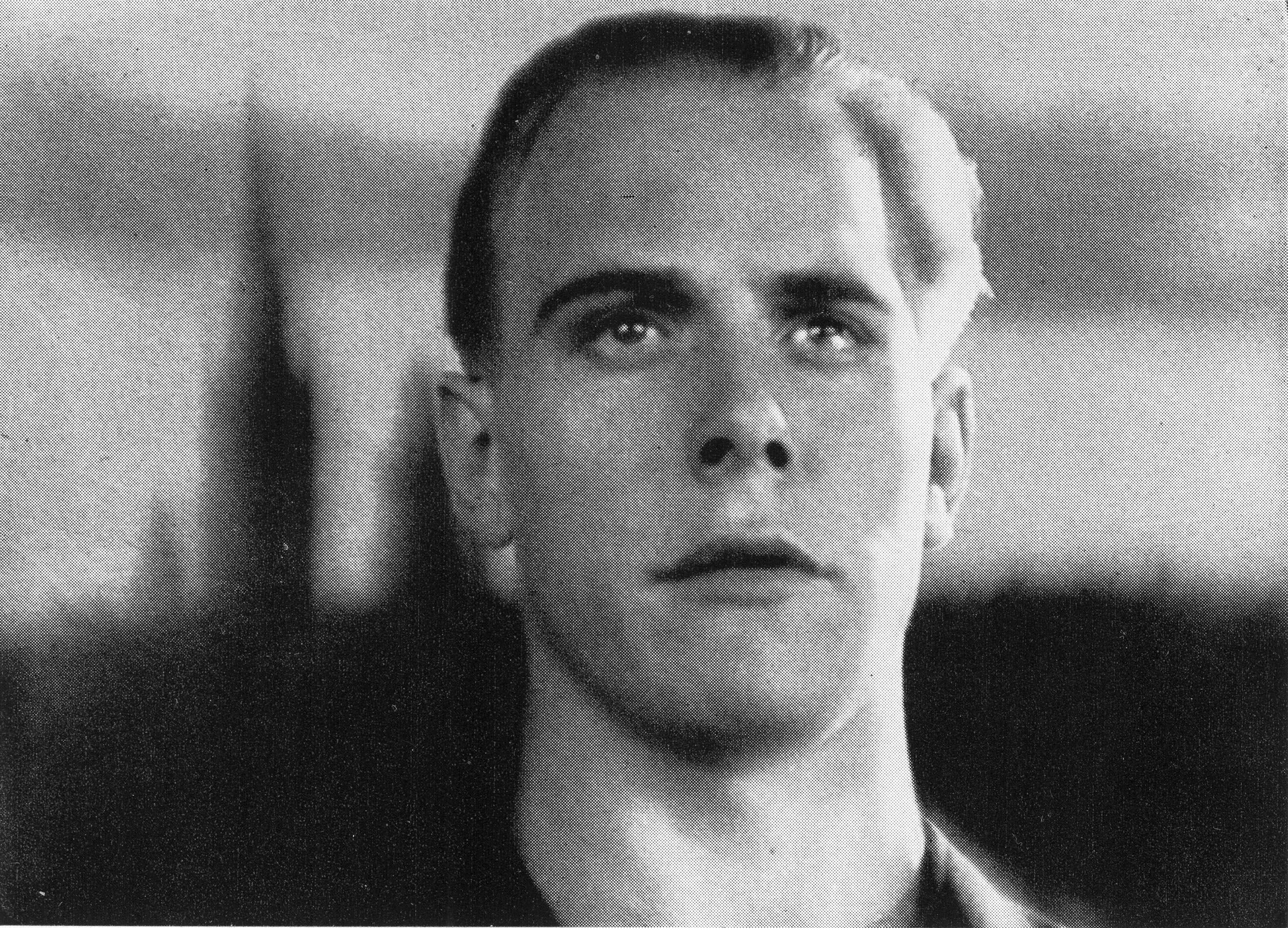
Erik Asklund 1931.

Erik Asklund var son till sågverksarbetaren Lars Gustaf Larsson och Amanda Asklund, född Zander. Han växte upp på Södermalm i Stockholm tillsammans med sin ensamstående mor och tvillingbror under fattiga förhållanden. Moderns lågbetalda arbeten räckte inte alltid till hyran och ibland blev de vräkta från sina bostäder. De fann ett mer varaktigt hem på Långholmsgatan men fortsatte att leva under svåra förhållanden. Tvillingbrodern avled vid åtta års ålder till följd av undernäring. 
Redan vid tio års ålder började Asklund försörja sig och arbetade senare bland annat som cykelbud, kontorist och lagerarbetare. I 20-årsåldern började han sälja artiklar och litterära texter till olika tidningar.
| ” | Jag blev författare på grund av arbetslöshet. Sommaren 1928 fick jag sparken från den firma, där jag arbetat som springpojke, lagerarbetare och kontorist i en person, därför att jag i Folkets Dagblad Politiken givit en intervju om mina levnadsförhållanden och bl.a. fällt yttrandet att jag som kontorist ”miste mitt människovärde”. Direktören tog illa upp och avskedade mig med orden att jag skulle söka mig en ”människovärdigare” plats. | „ |

Erik Asklund var barndomsvän med Josef Kjellgren, som också blev författare. De hörde till olika pojkligor på det proletära Södermalm, men blev trots det goda vänner och hade till skillnad från sina övriga kamrater ett gemensamt litterärt intresse. I ett av grannhusen bodde den äldre författaren Rudolf Värnlund, som blev något av en förebild och läromästare för de båda ynglingarna. Asklund och Kjellgren började själva skriva dikter och noveller som de sålde till tidningar och tidskrifter. Därigenom kom de i kontakt med andra unga författare som Artur Lundkvist, Värnlunds vän Eyvind Johnson och Gustav Sandgren. 
År 1929 debuterade Asklund med den självbiografiska romanen Bara en början och medverkade samma år i Fem unga, en antologi med modernistisk lyrik och prosa tillsammans med Kjellgren, Lundkvist, Sandgren och Harry Martinson. Asklund framstod under 1930-talet som en av de unga modernistiska och vitalistiska författarna. Han skrev om staden och livet i romaner som Kvinnan är stor, Ogifta (båda 1931) och den brett anlagda Fanfar med fem trumpeter (1934), som handlar om några arbetslösa ungdomar som startar en jazzorkester. Han skrev även lyriska prosadikter i Frukt (1932) och var redaktör för antologin Modern lyrik (1931).  
Asklund lovordades som en Stockholmsskildrare i August Strindbergs och Hjalmar Söderbergs anda när han efter hand övergick till ett mer konkret och självupplevt berättande i fint skildrade Stockholmsmiljöer. Till hans främsta verk hör de självbiografiska berättelserna om södergrabben Manne (Manne, Röd Skjorta, Mormon Boy, Yngling i spegel och Kvarteret Venus, 1949–1957) samt trilogin Bröderna i Klara (1962), Livsdyrkarna (1963) och Drakens gränd (1965), som skildrar det livaktiga litterära livet i Stockholm kring Klarabohemerna under 1930-talet. Han gav även ut flera böcker om Stockholm utan litterär fiktion, bland andra Stad i Norden (1941), Ensamma lyktor (1947) och Se min stad! (1953).
Erik Asklund var 1932–1939 gift med Vera Järlund (1905–1939) och 1940–1980 med Lis Asklund. De blev lagligt skilda samma år som han avled. Han hade två barn i det andra äktenskapet: Malin (född 1946) och Jonas (född 1951).

## Bibliografi

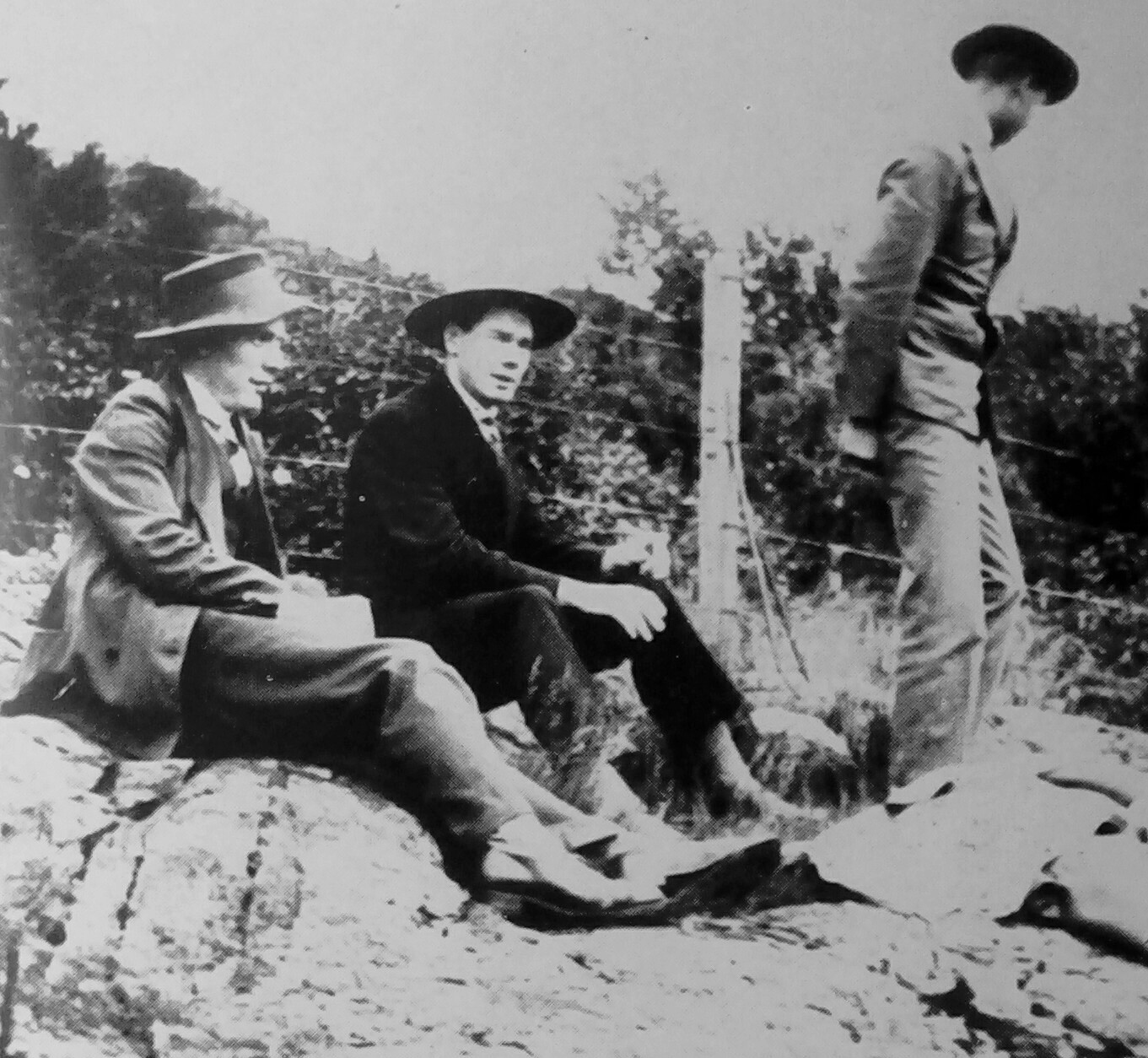
Erik Asklund (till vänster) med Artur Lundkvist och Josef Kjellgren vid tiden för Fem unga.

### Översättningar
- H.C. Andersen, Sagor och berättelser: jubileumsupplagan, 3 vol., ill. Lorenz Frölich (Stockholm: Örnkrona, 1955)

### Medverkande
- Fem unga, tillsammans med Josef Kjellgren, Artur Lundkvist, Harry Martinson och Gustav Sandgren (Stockholm: Bonniers, 1929)
- Modern lyrik: en antologi, red. (Stockholm: Bonniers, 1931)
- ”Exposé utan program”, i Avsikter: arton författare om sina verk (Stockholm: Bonniers, 1945), s. 6–16
- Ur Stockholmslivet: från Bellman till Hjalmar Söderberg: en antologi, red. tillsammans med Torsten Svedfelt (Stockholm: Wahlström & Widstrand, 1949)
- Berömda berättare från de sju haven, red.; ill. Eric Palmquist (Stockholm: Folket i Bild, 1954)
- Lars Norrman, Sju länder: reproduktioner i färg, text (Stockholm: Bokkonsum, 1958)
- Stadens sånger: Stockholmsdikter från två sekel, red.; ill. Svenolov Ehrén (Stockholm: FIB:s Lyrikklubb, 1962)
- Hela Sverige, red.; ill. Gunnar Brusewitz (Stockholm: Rabén & Sjögren, 1969)
- Kvinna: ett urval kärleksdikter, red.; ill. Claes Bäckström (Stockholm: FIB:s Lyrikklubb, 1970)

## Filmmanus
- 1931 – Gamla stan, även regi och medverkan
- 1939 – Åh, en så'n grabb
- 1939 – Adolf i eld och lågor
- 1941 – Söderpojkar (filmatisering av Fanfar med fem trumpeter, 1934)

## Priser och utmärkelser
- 1950 – Boklotteriets stipendiat
- 1951 – Tidningen Vi:s litteraturpris
- 1954 – Boklotteriets stipendiat
- 1958 – Boklotteriets stipendiat
- 1968 – Bernspriset
- 1969 – Litteraturfrämjandets stipendiat